# Wireless Multimedia Extensions
WME (ang. Wireless Multimedia Extensions), znany także jako WMM (ang. Wi-Fi Multimedia) – standard Wi-Fi Alliance, oparty na IEEE 802.11e. Zapewnia podstawową jakość transmisji w sieciach IEEE 802.11. WMM priorytetuje ruch w czterech kategoriach dostępu (głos, wideo, wysoki priorytet i pobieranie danych w tle), które są wykorzystywane do przydzielania dostępu aplikacjom do zasobów sieciowych. Produkty obsługujące WMM potrafią bezproblemowo komunikować się ze starszymi urządzeniami pozbawionymi tej funkcji. Jednak nie zapewniają gwarantowanej przepustowości. Nadaje się do prostych aplikacji, które wymagają QoS, takich jak Voice over IP (VoIP) dla telefonów Wi-Fi.
WMM zastępuje stosowanie DCF z EDCF dla CSMA/CD bezprzewodowej transmisji ramki i jest realizowany dla sieci QoS pomiędzy AP i klientem sieci bezprzewodowej przez media RF.

## Certyfikat oszczędzania energii
Wi-Fi Alliance dodał Certyfikat Power Save do specyfikacji WMM. Wykorzystuje on mechanizmy oszczędzania energii standardu IEEE 802.11e i IEEE 802.11 w celu oszczędzania energii dla urządzeń zasilanych baterią i dostosowuje zużycie energii. Certyfikat stanowi wskazanie, że produkt przeznaczony jest do aplikacji mających wpływ na zużycie energii, takich jak telefony komórkowe i przenośne urządzenia PDA.
Założeniem jest to, że WMM PowerSave stacji (STA) powoduje uwalnianie danych z bufora AP, wysyłając ramkę danych. Po otrzymaniu takiej informacji (spust) AP uwalnia wcześniej buforowane dane zapisane w każdej z kolejek. Kolejki mogą być skonfigurowane do aktywacji, tzn. otrzymywać ramki danych odpowiadające kolejce, działa to jak spust migawki, czyli dane zgromadzone w tych kolejkach ukażą się po otrzymaniu ramki. Kolejki dotyczą czterech kategorii dostępu określonych dla WMM.